# Juan de Grijalva Dos
Juan de Grijalva Dos är en ort i Mexiko.   Den ligger i kommunen Ocozocoautla de Espinosa och delstaten Chiapas, i den sydöstra delen av landet, 700 km öster om huvudstaden Mexico City. Juan de Grijalva Dos ligger 359 meter över havet och antalet invånare är 105.
Terrängen runt Juan de Grijalva Dos är huvudsakligen kuperad. Juan de Grijalva Dos ligger nere i en dal. Runt Juan de Grijalva Dos är det ganska tätbefolkat, med 83 invånare per kvadratkilometer. Närmaste större samhälle är Absalón Castellanos Domínguez, 2,4 km nordväst om Juan de Grijalva Dos. Omgivningarna runt Juan de Grijalva Dos är en mosaik av jordbruksmark och naturlig växtlighet.